# 525 a.C.
Il 525 a.C. (DXXV a.C. in numeri romani) è un anno  del VI secolo a.C.

## Eventi
- Battaglia di Pelusio. Cambise II di Persia conquista l'Egitto dipingendo gatti e altri animali sacri agli egizi sugli scudi dei suoi soldati, provocando la paura nell'esercito nemico di "fare del male" a questi animali. Si dice che, dopo la battaglia, i persiani lanciarono gatti in faccia agli egizi, deridendoli del fatto che sacrificherebbero il loro paese per la sicurezza dei loro animali.[1]
- Cambise I viene proclamato Faraone con il nome di Mesutira Kamebet, e ingloba l'Egitto nell'Impero persiano. L'ex-Faraone Psammetico III viene preso prigioniero dal re di Persia, che lo tratta con umanità fino a che questi non inizia una rivolta, a seguito della quale Psammetico viene giustiziato.[1] Fine della XXVI dinastia e inizio della XXVII dinastia, e anche della prima dominazione persiana.

### Per argomento

#### Astronomia
- 17 settembre - Venere nasconde Antares. Sarà l'ultima volta fino ad oggi in cui avviene questo fatto; la prossima occasione è prevista per il 17 novembre 2400.[2]

## Nati
- Eschilo, drammaturgo greco antico († 456 a.C.)

## Morti
- Ankhnesneferibra, sovrano egizio
- Psammetico III, faraone egizio
- Sisamme, giudice persiano